# Änglema
Änglema est un village de la commune de Padise du comté de Harju en Estonie.
Au 31 décembre 2011, il compte 28 habitants.